# Danmarks Sløjdlærerforening
Danmarks Sløjdlærerforening er dannet i 1978 ved sammenlægning af Dansk Sløjdlærerforening og Sløjdforeningen af 1902.
Fra 2015 er fagene sløjd og håndarbejde sammenlagt til det nye fag håndværk og design, og som en konsekvens heraf er Danmarks Sløjdlærerforening sammenlagt med Danmarks Håndarbejdslærerforening fra 1. juli 2015. Den fælles afløser, Den faglige forening Håndværk og Design, blev stiftet på generalforsamling 29. april 2016.
Danmarks Sløjdlærerforening forenede det bedste fra hver af de to gamle foreningers metodiske retninger og idégrundlag i én fælles sløjdretning. I nutiden var Danmarks Sløjdlærerforening den eneste sløjdforening af betydning. Det er interessant, at Dansk Sløjdlærerforening og Sløjdforeningen af 1902 havde ligget i en ganske uforsonlig strid i mange år, og der skulle ske fuldstændig personudskiftning og nogle år dertil, inden de to uforsonlige sløjdretninger kunne forenes til én i 1978.

## De to gamle foreninger, der blev til én ny
Denne skematiske opstilling skulle give overblik samt links til detaillæsning:

### Dansk Sløjdlærerforening
- Dansk Sløjdlærerforening eksisterede i årene 1898–1978.
- Tidsskrift: Meddelelser fra Dansk Sløjdlærerforening 1912–1918,

Dansk Skolesløjd 1919–1978
- Metodisk retning: Dansk Skolesløjd
- Sløjdlærerskole: Dansk Sløjdlærerskole

### Sløjdforeningen af 1902
- Sløjdforeningen af 1902 eksisterede i årene 1902–1978.
- Tidsskrift: Sløjdbladet 1903–1978
- Metodisk retning: Askov Skolesløjd
- Sløjdlærerskole: Askov Sløjdlærerskole

### Danmarks Sløjdlærerforening
- Danmarks Sløjdlærerforening blev dannet i 1978, fusioneret 2015/16.
- Tidsskrift: Sløjd 1978—2015.
- Metodisk retning: Moderne innovativ sløjd med design og det bedste af det gamle
- Sløjdlærerskoler: Sløjdhøjskolen i Esbjerg og Skolen for Materiel Design i København

### Den faglige forening Håndværk og Design
- stiftet 29. april 2016
- Tidsskrift: Håndværk & Design 2016-

Ud over at Danmarks Sløjdlærerforening udgav bladet SLØJD, afholdtes kurser for medlemmerne. Årligt tilbagevendende var Vingsted-kurset i Jylland og Sjællandsstævnet på Sløjdlærerskolen i København. Dertil kom regionalkurser, hvoraf de fleste dog arrangeredes af de 14 lokalforeninger, der fandtes landet over. Danmarks Sløjdlærerforening var medlem af Nordisk sløyd- og tekstillærerforbund.
I begrænset omfang drev foreningen også forlagsvirksomhed, Dansk Skolesløjds Forlag.

## Formænd
- 1978-1993 Anton Lerche
- 1993-1995 Flemming Nielsen
- 1995-2013 Leif Rosenbech
- 2013-2016 Wisti Pedersen
- 2016- Hanni G. Eskildsen (H&D)